# Бартон, Джо
Джо Линус Бартон (англ. Joe Linus Barton; род. 15 сентября 1949 года, Уэйко) — американский политик-республиканец, представлявший в Палате представителей США 6-й избирательный округ штата Техас (1985 — 2019). Округ Бартона включает в себя Арлингтон, часть Форт-Уэрта и несколько небольших городов и сельских районов к югу от конурбации «Даллас—Форт-Уэрт Метроплекс». После поражения в 2014 году Ральфа Холла Бартон стал старейшиной делегации Техаса в конгрессе. Бартон прославился на всю страну после того как на встрече в мэрии предложил одному из избирателей «заткнуться». Член Кокуса (парламентской группы) Чайной партии.

## Биография
Бартон родился в Уэйко (штат Техас), сын Бесс Винелл (урождённой Бис) и Ларри Линуса Бартона. Окончил среднюю школу в Уэйко. В 1972 году получил степень бакалавра промышленной инженерии в Техасском университете A&M в Колледж Стейшн, обучаясь благодаря стипендии премии Гиффорд-Хилл.. В 1973 году получил степень магистра промышленного управления в Университете Пердью (Уэст-Лафейетт, Индиана). Завершив образование, Бартон работал в частных промышленных компания до 1981 года, когда он стал стипендиатом Белого дома и начал работать под руководством министра энергетики США Джеймса Б. Эдвардса. Позже Бартон консультировал Atlantic Richfield Oil and Gas Co., затем занялся политикой. 6 ноября 1984 года был в первый раз избран в Конгресс США.
В 2005 году был основан Семейный фонд Бартона (англ. Barton Family Foundation) для поддержки благотворительных организаций в округе конгрессмена. Исполнительным директором Фонда является его невестка Эми Бартон. Среди жертвователей такие крупные энергетические корпорации как базирующаяся в Чикаго Exelon, крупнейшая в США электрическая холдинговая компании по объёму выручки, крупнейшее в стране регулируемое коммунальное предприятие с приблизительно 10 миллионами клиентов, а также крупнейший оператор атомных электростанций. В июне 2008 года, в то время, когда Бартон добился принятия закона о помощи корпорациям в утилизации отработанного ядерного топлива, корпорация пожертвовала его Фонду $25 000. Exelon также пожертвовал $80 000 в фонды кампании Бартона. Известно, что Семейный фонд Бартона предоставил $90 000 долларов местному клубу мальчиков и девочек, это единственное зарегистрированное пожертвование, внесённое Фондом за первые 4 года его истории.
15 декабря 2005 года Бартон перенёс сердечный приступ и был доставлен в университетскую больницу Джорджа Вашингтона.
В 2006 году во время слушаний в конгрессе по видеоиграм Бартон сообщал, что играл в компьютерные игры, в Sid Meier's Civilization IV.
Бартон был сторонником системы плей-офф для определения национального чемпиона по американскому футболу среди студенческих команд, выступая даже за принятие закона, требующего, чтобы любая игра национального студенческого чемпионата была частью плей-офф.
В феврале 2015 года Джо Бартон развёлся с Терри Бартон. У пары четверо детей и пять внуков.

## Выборы
В 1984 году Филип Грэмм, 6 лет представлявший 6-й избирательный округ штата Техас в Палате представителей США, решил баллотироваться в Сенат США, тем самым освободив своё место в нижней палате Конгресса. Бартон стал одним из участников республиканских праймериз в 6-м округе. В первом туре он набрал 41,96 % голосов, опередив троих конкурентов. Во втором туре Бартон смог победить Макса Хойта, получив 50,05 % голосов. Затем он победил кандидата Демократической партии Дэна Кубиака, бывшего члена Палаты представителей Техаса, набрав 56,60 %. Бартон был одним из шести новичков среди республиканских конгрессменов, избранных в Техасе в 1984 году, и известных как Texas Six Pack. В 1986 году Бартон выиграл перевыборы, опередив кандидата Демократической партии Пита Джерена, который позже будет избран в Конгресс в соседнем округе, а в 2000-х годах занимал посты министра ВВС и министра армии.
С 1988 по 2010 год Бартон неизменно выигрывал выборы в своём округе, набирая не менее 60 % голосов. Наименьшее число голосов (60,47 % против 37,08 % у соперника) он получил на выборах 2006 года, победив победил демократа Дэвида Харриса. Второе наименьшее число голосов за Бартона было зафиксировано на выборах 2008 года, когда он победил кандидата демократов Людвига Отто с результатом 62 % против 36,6 %. За всё это время Бартон только дважды пришлось участвовать в первичных выборах, в 1992 и 1994 годах. В 1992 году он победил Майка Макгинна (79 % против 21 %). В 1994 году он победил Джерри Гуда с ещё более внушительным перевесом (89 % против 11 %).
Более чем четвертьвековое пребывание Бартона в Конгрессе в конце концов вызвало недовольство у части республиканцев, желавших обновления партии. В 2011 году ряд консервативных групп Техаса сформировали так называемый Super PAC, чтобы удалить его и нескольких других конгрессменов, работающих в течение долгого времени. Демократический национальный комитет использовал комментарии Бартона в политической рекламе, показанной на национальном уровне и направленной против всех кандидатов от Республиканской партии. Несколько веб-сайтов были созданы и посвящены борьбе против восьмого по счёту избрания Джо Бартона в Палату представителей.
На праймериз 2012 года Бартону противостояли три основных претендента: Джо Чоу, мэр Аддисона, Итамар Гелбман, консультант по вопросам безопасности; и Фрэнк Кучар, бизнесмен из Далласа и бывший проповедник. Чоу — первый афроамериканский мэр в истории Техаса, назвал Бартона «самым коррумпированным конгрессменом в штате Техас». Впрочем, кампания против очередного переизбрания Бартона провалилась. К конце марта 2012 года ему удалось собрать для своей кампании $1,3 млн долларов по сравнению с $28 800 у Чоу, $178 000 у Гельбмана и $463 у Кучара. Бартон уверенно выиграл праймериз, получив 63,22 %,, а затем и выборы, опередив демократа Кена Сандерса (58 % против 39 %).
4 марта 2014 года Бартон без труда выиграл республиканские праймериз, опередив своего главного оппонента Фрэнка Кучара (72,7 % против 27,3 %). 4 ноября Бартон в шестнадцатый раз избрался в Палату представителей, опередив демократа Дэвида Козада (61,15 % против 36,44 %). В Конгрессе 114-го созыва Бартон являлся старейшиной Техасской делегации.
На первичных выборах 1 марта 2016 года Бартон получил 55 197 голосов (68,7 %), уверенно заняв первое место. 8 ноября Бартон набрал 58,34 % голосов и опередил демократического кандидата Руби Фэй Вулридж из Арлингтона, выиграв свой семнадцатый подряд срок в Палате.
30 ноября 2017 года Бартон отказался от переизбрания на новый срок. Его преемником стал однопартиеец, налоговый асессор-коллектор округа Таррант Рон Райт.

### Выборы в Сенат США
В 1993 году Бартон участвовал в специальных выборах на место в Сенате США от штата Техас, освободившемся после отставки Ллойда Милларда Бентсена-мл., который стал министром финансов США в администрации Билла Клинтона. По итогам конкурса Бартон занял третье место, уступив право участвовать в выборах казначею штата Техас Кэй Бэйли Хатчисон и члену Железнодорожной комиссии Техаса Бобу Крюгеру.

## Пребывание в должности
За почти треть века пребывания в Палате представителей Бартон успел не раз выступить в качестве автора и лоббиста ряда законодательных инициатив. Среди них:
- Закон об энергетической политике 2005 года (Energy Policy Act of 2005), в том числе положение о «безопасной гавани» для МТБЭ;[30][31]
- антишпионский SPY ACT;
- Закон об использовании ламп лучшего качества, который отменил бы Закон об энергетической независимости и безопасности от 2007 года;[32]
- Национальный закон о реформе здравоохранения от 2006 года (National Institutes of Health Reform Act of 2006);[33]
- активно продвигал принудительное переключении с аналогового телевидения на цифровое и продажу с аукционов публичных радиостанций частному бизнесу;
- выступал за продление действия Закона об избирательных правах в 2006 году;
- заблокировал двухпартийный закон о борьбе с аутизмом от 2006 года, вызвав тем самым критику в свой адрес;[34][35]
- голосовал против Чрезвычайного закона о экономической стабилизации 2008 года в обоих его версиях.[36][37]
- в сентябре 2014 года поддержал 40-летний запрет на экспорт сырой нефти из США, который вызвал разногласия как среди членов Республиканской партии, так и в общественном мнении США.[38]
- выступает за отмену реформы здравоохранения и защиты пациентов в США (Obamacare), инициированной президентом Обамой.[39]
- поддержал распоряжение президента Дональда Трампа от 2017 года о временном сокращении мусульманской иммиграции до тех пор, пока не будут разработаны более эффективные методы скрининга желающих въехать в США.[40]

В 2005 году Бартон начал расследование двух исследований об изменении климата 1998 и 1999 годов. В своих письмах к авторам исследований он запрашивал подробную информацию об исследованиях и источниках финансирования. «Вашингтон пост» осудило расследование Бартона как «охоту на ведьм». В 2013 году, обсуждая трубопровод Keystone XL, Бартон утверждал, что текущее изменение климата не является искусственным, в качестве доказательства сославшись на описание наводнения в Библии.
17 июня 2010 года Бартон обвинил Белый дом в «вымогательстве 20 миллиардов долларов» с нефтяного гиганта BP после того, как компания достигла соглашения с администрацией Обамы о создании счёта условного депонирования средств для погашения требований людей, пострадавших от аварии в Мексиканском заливе. Он выдвинул обвинение в начале слушания в Палате, на котором главный исполнительный директор BP Тони Хейворд впервые появился перед Конгрессом. Высказывания Бартона подверглись широкой критике со стороны представителя Белого дома Роберта Гиббса, вице-президента Джо Байдена, лидеров республиканцев в Конгрессе США и ряда других однопартийцев, некоторые из которых призвали Бартона оставить пост главы Подкомитета по энергетике.

## Членство в комитетах
Комитет по энергетике и торговле (почётный председатель)
- Подкомитет по торговле, производству и торговле
- Подкомитет по коммуникациям и технологиям
- Подкомитет по энергетике
- Подкомитет по окружающей среде и экономике
- Подкомитет по вопросам здравоохранения
- Подкомитет по надзору и расследованиям

## Членство в группах
- Кокус конгрессменов США по Турции и американцам турецкого происхождения (англ. Congressional Caucus on Turkey and Turkish Americans; двухпартийная платформой для конгрессменов, интересующихся американо-турецкими отношениями и вопросами турецких американцев);
- Кокус конгрессменов по защите неприкосновенности частной жизни (англ. Congressional Privacy Caucus; учредитель и сопредседатель);
- Международный кокус конгрессменов по сохранению растений англ. (United States Congressional International Conservation Caucus);
- Республиканский исследовательский комитет (англ. Republican Study Committee);
- Кокус спортсменов (англ. Sportsmen's Caucus);
- Кокус Чайной партии (англ. Tea Party Caucus);
- Кокус конгрессменов по цементной промышленности (англ. Congressional Cement Caucus).